# 加藤清二郎

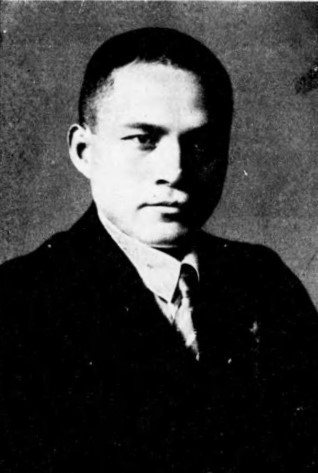
加藤清二郎

加藤 清二郎（かとう せいじろう、1898年4月8日 - 1982年9月24日）は、レストラン聚楽の創業者で、昭和時代に飲食業で成功した実業家。小さな洋食店から、第二次世界大戦までに数十店舗を抱える一大チェーングループに育て、「食堂王」とまで呼ばれた。

## 略歴
新潟県中蒲原郡白根町（現・新潟市南区）の商人の子として生まれる。小学校卒業後、新潟市の海産物屋「島二」に丁稚奉公に出る。実業雑誌を愛読し、安田善次郎の「学問より実地が大切」を拠り所に、3年間奉公する。年季を終えたあと志願兵となり、2年ののち除隊。相場に手を出して失敗し、親族・縁者に迷惑をかける。肩身の狭い実家住まいをしているとき、樺太の軍事占領によりひと儲けした商人が出ていることを知り、親に金を借りて24歳で樺太に渡ったものの、商機を逃し、当地で軍役夫となる。半年間土工として働いて蓄えを作り、帰郷したが、再び相場に手を出し、失敗。
1922年（大正11年）、上京。森永製菓の特約店「平野商店」の配達夫として就職。その後外交員に昇格し、外回りをしているうちに、適当な安食堂がないことに気が付いた。当時の大衆食堂は、値段は安いが設備が悪く不衛生で、背広を着るような職業の人間には入りにくかった。そこで食堂の経営を思いつき、浅草公園で繁昌していた安洋食屋「三友軒」に修行のため転職するが、皿洗いと雑役の長時間労働に耐えられず2か月で辞めて日雇い人夫となる。
1923年（大正12年）に軍役夫募集を知り再び樺太へ渡り、蓄えを作って半年後東京に戻る。関東大震災で焼け野原となった東京は、新商売を始める好機と思い、バラック建設をしていた兄とともに親をくどいて資金を調達し、神田須田町の交差点脇に土地を借り、店の建築を兄にまかせ、自分は再び「三友軒」で働いた。1924年（大正13年）3月、店が完成し、きれいで安い大衆食堂「須田町食堂」を開店した。従業員8名は全員新潟出身、席数25、カツレツとカレーライスが売りの洋食店だった。店は初日から大繁盛となり、11月には京橋に支店を開いた。翌年には、日本橋、銀座、上野、浅草に支店を出し、その後も続々と支店を作り、本部で大量仕入れや食材加工をして原価を抑えるチェーンストア方式をとった。
以降毎年4～5店のペースで支店を増やし続け、昭和10年代には89店まで増えた。昭和30年代には弥彦ロープウェー開業、ホテル業にも進出。社名を聚楽と改め、事業を拡大していった。
1964年（昭和39年）から1980年（昭和55年）まで、東京新潟県人会会長を務めた。
1976年（昭和51年）白根市名誉市民。

## 家族
- 妻・加藤テイ- 旧姓・瀬戸。新潟県西蒲原郡吉田町（現・燕市）出身。1922年（大正11年）旧制・巻高等女学校（現・新潟県立巻高等学校）卒業[3]。
- 子?・加藤健一郎 - 聚楽グループ2代目
- 孫・加藤治 - 聚楽グループ3代目[3]。

## 著書
- 『店員時代の成功法』河合卓治と共著、文録社、1936年